# SP-234
A SP-234 é uma rodovia radial do estado de São Paulo, administrada pelo Departamento de Estradas de Rodagem do Estado de São Paulo (DER-SP).

## Denominações
Recebe as seguintes denominações em seu trajeto:
Nome:	Salvador de Leone, Rodovia
- De - até:	BR-116 - Itapecerica da Serra
- Legislação:	LEI 3.107 DE 26/11/81

Nome:	Bento Rotger Domingues, Prefeito, Rodovia
- De - até:	Itapecerica da Serra - Embu-Guaçu
- Legislação:	LEI 3.361 DE 08/06/82

## Descrição
Principais pontos de passagem: BR-116 - Itapecerica da Serra - SP 214

## Características

### Extensão
- Km Inicial: 29,850
- Km Final: 48,190

### Localidades atendidas
- Embu das Artes
- Itapecerica da Serra
- Embu Guaçu